# Houghton Hall
Houghton Hall in Norfolk, Engeland, is een huis dat in de twintiger jaren van de 18de eeuw werd gebouwd voor Robert Walpole, eerste graaf van Orford, de eerste premier van Engeland. Het landgoed, dat ongeveer 4km2 is, ligt naast Sandringham House, een buitenverblijf van de Britse koninklijke familie.

## Beschrijving en geschiedenis
Colen Campbell (1676-1729), een Schot die in het begin van de 18e eeuw enige tijd in Italië doorbracht en daar werd geïnspireerd door de Palladiostijl, kreeg in 1722 opdracht van architect William Kent om het huis te bouwen. Kent was later verantwoordelijk voor de inrichting van het huis.
Een andere Schotse architect, James Gibbs, had in Rome gestudeerd en veranderde toen hij terugkwam het ontwerp van Colen Campbell. Hij voegde de koepels toe en veranderde de trappen.
De basis van het huis is een rechthoekig. Voor het maken van de gevel werden stenen uit Aislaby gehaald. Op de bel-etage is een grote marmeren hall die twee verdiepingen hoog is. De meeste ornamenten zijn gemaakt door de Zuid-Nederlandse John Michael Rysbrack. De stukadoor die het plafond maakte, was Giuseppe Artari uit Italië. De grote vergulde hanglamp werd gekocht door de zoon van Robert Walpole.
Achter de hall is een salon, ingericht door William Kent en sindsdien nauwelijks veranderd. Hij beschilderde zelf het achthoekige plafond waarop Apollo staat afgebeeld. Links van de hall is een kleine zitkamer waar de familie verbleef als er geen bezoek was. Rechts van de hall is de eetkamer. Op het plafond staat Bacchus afgebeeld.
In een van de kamers is een collectie van 20.000 tinnen soldaten. Er zijn twee bijgebouwen die via een gebogen zuilengang met het hoofdhuis zijn verbonden.

## Tuin
Het huis beschikt over een ommuurde tuin van ongeveer twee hectare, ontworpen door Charles Bridgeman. De tuin is in vakken verdeeld. Er staan onder meer 150 rozen om een fontein heen, er is een plantenkas, een grote moestuin en een hertenkamp met witte damherten.
In 1991 werd de tuin gerestaureerd. Houghton Hall heeft in 2007 de “Garden of the Year Award” ontvangen van Christie's en de Historic Houses Association.

## Bewoners

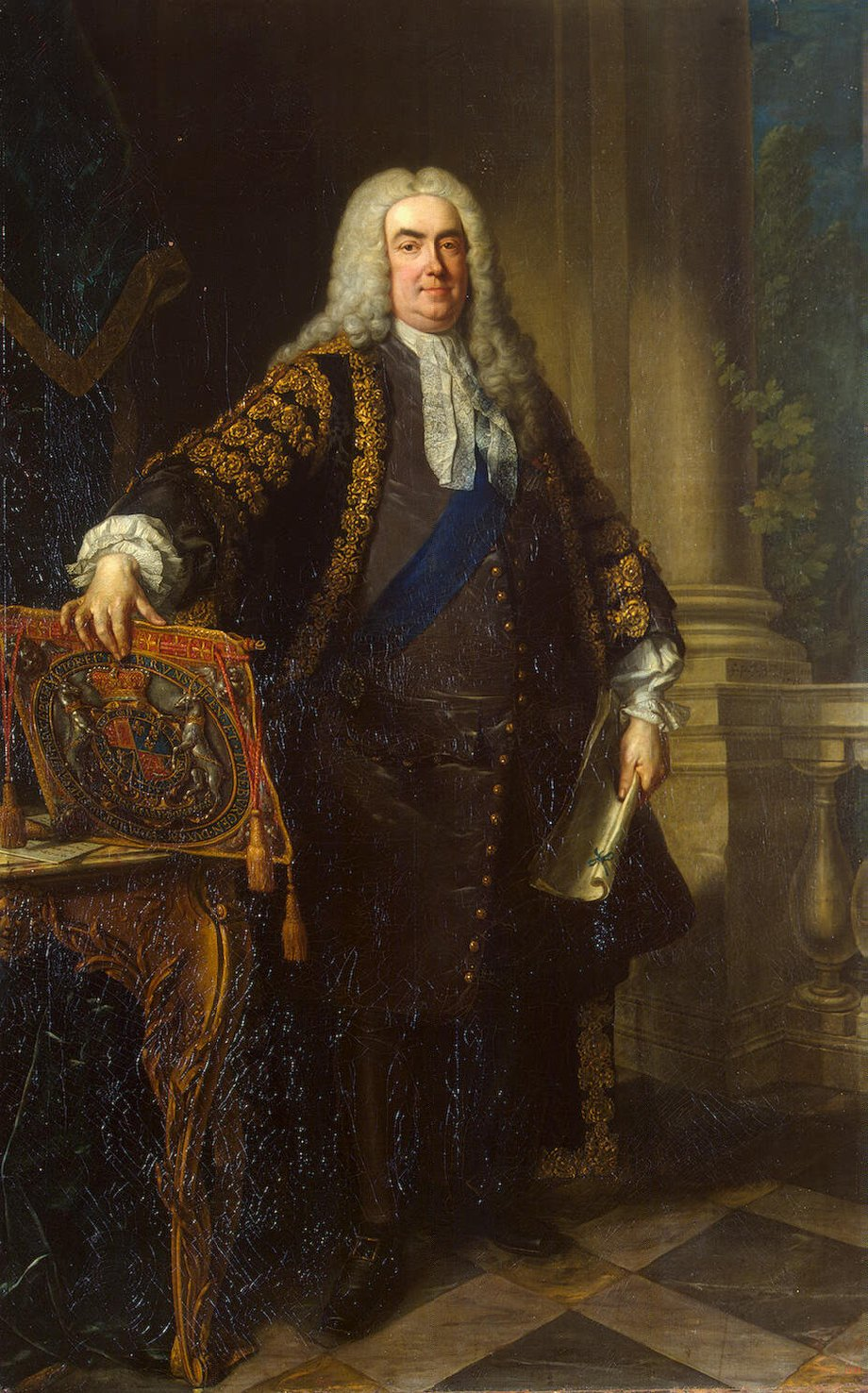
Robert Warpole, 1ste bewoner

Markies van Cholmondeley
huidige bewoner

Het huis werd gebouwd voor Robert Walpole, die drie zonen en een dochter kreeg. Zijn oudste zoon, de 2e graaf van Orford, kreeg een zoon George die de derde graaf van Orford werd maar die ongehuwd overleed. De andere twee zonen van Robert Walpole stierven kinderloos. Zijn dochter Mary trouwde met Viscount Malpas. Hun kleinzoon werd na het overlijden van George de vierde graaf van Orford.
De derde graaf van Orford heeft in 1779 veel oude meesters verkocht aan Catharina de Grote. Zij hangen nu in de Hermitage.
Zijn zoon George werd in 1797 de vierde graaf van Orford. Hij verhuurde het huis. George was bovendien de eerste markies van Cholmondeley en hij is de overgrootvader van de huidige bewoner van het huis, David George Cholmondeley. David was viscount Malpas tot 1968, daarna graaf van Rocksavage tot 1990 en sindsdien de zevende markies van Cholmondeley (1960).
De nazaten van Robert Walpole hebben de erfelijke functie van Lord Great Chaimberlain.